# Ufficiale e gentiluomo
Ufficiale e gentiluomo (An Officer and a Gentleman) è un film drammatico-romantico del 1982 diretto da Taylor Hackford.
Scritto da Douglas Day Stewart, fu interpretato da Richard Gere, Debra Winger, David Keith, Robert Loggia e Louis Gossett Jr., a cui venne assegnato l'Oscar come miglior attore non protagonista per la parte del sergente Foley.
Un altro premio fu assegnato alla canzone portante della colonna sonora, Up Where We Belong (di Jack Nitzsche e Buffy Sainte-Marie), cantata da Joe Cocker e Jennifer Warnes.

## Trama
Zack Mayo, un adolescente orfano di madre morta suicida, non essendosi adattato alla disciplina del collegio nel quale vive, raggiunge il padre, Byron, sottufficiale della Marina statunitense che passa la vita tra imbarchi, sbronze e frequentazioni di prostitute in un ambiente malsano. Ottenuto il diploma, Zack decide di diventare un pilota della Marina e, dopo avere raccolto lo scetticismo e l'ironia del padre sulle sue possibilità di farcela, parte per il corso di addestramento. Giunto alla base insieme agli altri candidati fa la conoscenza dell'inflessibile e spietato sergente istruttore dei Marines Foley che li avverte subito che userà tutti i mezzi possibili per portare allo scoperto le loro debolezze così da selezionare solo i migliori. Durante il corso, Zack fa amicizia con Sid, un giovane dell'Oklahoma che lo aiuterà con l'esame di aerodinamica in cambio della fornitura gratuita di scarpe e fibbie per cintura lucidate, attività che Zack svolge clandestinamente. 
Il corso prosegue e i due conoscono Paula e Lynette, due ragazze del posto con le quali iniziano una relazione che, nonostante questa sembri del tutto disimpegnata, provoca alcuni incidenti: in un bar, Zack si scontra con dei giovani del luogo ostili agli allievi ufficiali e ne nasce una zuffa; Paula presenta Zack alla sua famiglia, ma il pranzo si svolge in un'atmosfera tesa dovuta al passato della madre rimasta incinta di un allievo ufficiale che era partito senza sposarla; Lynette non nasconde poi la propria volontà di "incastrare" Sid per poter sposare un pilota della marina.
Nel frattempo, un compagno di stanza di Sid e Zack, Daniels, lascia il corso dopo essersi fatto prendere dal panico durante una prova con il Dilbert Dunker. Subito dopo, Foley scopre l'attività clandestina di Zack e pretende il suo ritiro dal corso ma questi, deciso a resistere, viene sottoposto per tutto il fine settimana a una durissima punizione che lo cambierà profondamente. Quando Zack si rifiuta di ritirarsi, Foley minaccia di cacciarlo, al che il giovane crolla emotivamente ed ammette di non avere altre opzioni nella vita civile. Finalmente convinto dell'impegno di Zack, Foley cede e lo assegna al lavoro di pulizia. In seguito, Zack aiuterà anche Seeger, una compagna di corso, a superare il muro del percorso di guerra rinunciando alla possibilità di stabilire il record del percorso e riscattandosi dall'accusa del sergente Foley di non essere un commilitone interessato alla sorte degli altri compagni.
Quando il corso entra nelle ultime tre settimane, Zack decide di interrompere, anche se con rammarico, il suo rapporto con Paula, mentre Sid sembra sempre più attratto da Lynette, la quale, a differenza dell'amica che scopre di essere innamorata, lo induce a sposarla sostenendo di essere incinta: questo fatto provoca una crisi nel giovane che, a causa della tensione, non supera la prova di altitudine e decide allora di ritirarsi dal corso per cambiare vita e diventare padre. Sid raggiunge Lynette e le chiede di sposarlo, ma lei, dopo avergli rivelato di non essere incinta, lo caccia sostenendo che il suo unico desiderio è quello di sposare un pilota della marina. Sconvolto e deluso, Sid si reca al motel dove i due si incontravano e, dopo avere inghiottito l'anello di fidanzamento resogli da Lynette, si impicca, venendo ritrovato poi da Zack e Paula. Rientrato alla base, Zack, ritenendo il sergente Foley responsabile morale del suicidio dell'amico, si confronta con quest'ultimo nelle arti marziali ma il sergente, seppure ammaccato, ne esce vincitore impartendo l'ultima lezione al giovane.
Terminato il corso, Zack ringrazia il sergente per averlo aiutato a crescere e lascia la base, mentre Foley inizia ad addestrare un altro gruppo di candidati con i suoi soliti metodi; prima di partire per la sua nuova destinazione, Zack si reca alla cartiera dove lavora Paula, la prende in braccio e la porta via con sé per iniziare una vita insieme.

## Produzione

### Cast
Inizialmente per il ruolo di Zack Mayo vennero presi in considerazione il cantante John Denver, Jeff Bridges, Christopher Reeve e lo stesso Richard Gere. Alla fine però, Richard Gere sorprese particolarmente il regista e ottenne la parte. John Travolta rifiutò il ruolo, proprio come aveva fatto due anni prima con American Gigolò (interpretato anch'esso da Richard Gere).
Anche per il ruolo di Paula furono originariamente considerate altre attrici, tra cui Sigourney Weaver, Anjelica Huston, Jennifer Jason Leigh. Anche le attrici Rebecca De Mornay, Meg Ryan e Geena Davis (tutte praticamente sconosciute al momento) fecero un provino per il ruolo di Paula.
Infine anche per il ruolo del Sergente Foley fu inizialmente preso in considerazione un altro attore, ovvero Jack Nicholson. Dopo il rifiuto da parte di quest'ultimo, lo sceneggiatore Stewart diede la parte a Louis Gossett Jr..
Le riprese iniziarono il 20 aprile 1981 e si conclusero a luglio.

### Location
Il film fu girato nella ex base militare di Fort Worden a Port Townsend, Washington, poiché la Marina Americana non permise di effettuare riprese nella vera base di Pensacola, Florida.

### Versioni del film
Del film esistono due versioni: l'originale, vietata negli USA ai minori di 17 anni non accompagnati, e la seconda, la cui visione era proibita solo ai minori di 13 anni. Le due versioni sono quasi identiche: la principale differenza è che nella seconda il linguaggio volgare è stato eliminato, e sono state inoltre tagliate sia la scena di sesso fra Zack e Paula che quella del ritrovamento del corpo di Sid.

### Scena finale
La scena finale del film in cui Zack arriva alla fabbrica di Paula, indossando la divisa militare bianca della Marina, non fu inizialmente appoggiata da Richard Gere poiché ritenne che il pubblico avrebbe ritenuto la scena troppo sentimentale. Il regista Taylor Hackford concordò con Gere fino a quando, durante una prova, le comparse (che recitavano nel ruolo degli operai) cominciarono a tifare e a piangere dalla commozione. Quando Gere rivide la scena più tardi, con la canzone "Up Where We Belong" al tempo giusto, rimangiò quello che disse in precedenza affermando di aver avuto i brividi. La celebre scena finale del film è stata poi parodiata numerosissime volte da serie tv come Friends, Sabrina, vita da strega, I Simpson, Scrubs - Medici ai primi ferri e South Park.

## Colonna sonora
La colonna sonora originale fu composta da Jack Nitzsche, arrivando a essere il suo secondo lavoro importante dopo Qualcuno volò sul nido del cuculo (1975) di Miloš Forman. Con Buffy Sainte-Marie scrisse anche la canzone Up Where We Belong, che venne interpretata da Joe Cocker e Jennifer Warnes arrivando a vincere l'Oscar come miglior canzone.
Tracce:
- 1 - Main Theme from "An Officer and a Gentleman" - Jack Nitzsche
- 2 - Up Where We Belong - Joe Cocker & Jennifer Warnes
- 3 - Hungry for Your Love - Van Morrison
- 4 - Tush - ZZ Top
- 5 - Treat Me Right - Pat Benatar
- 6 - Be Real - The Sir Douglas Quintet
- 7 - Up Where We Belong - Joe Cocker & Jennifer Warnes
- 8 - Love Theme from "An Officer and a Gentleman" - Lee Ritenour
- 9 - Tunnel of Love - Dire Straits
- 10 - Intro Music To "Tunnel Of Love Extract" From: The Carousel Waltz
- 11 - The Morning After (Love Theme) - Jack Nitzsche

## Accoglienza
Il film uscì negli Usa e in Canada il 28 luglio 1982: fu un enorme successo al botteghino, tanto da incassare negli USA la somma di 129.795.554 dollari, risultando il terzo incasso della stagione 1982. In Italia uscì nei cinema il 14 gennaio 1983. Nel 2014, la somma sarebbe di circa 300 milioni di dollari.
Il film ebbe anche recensioni molto positive da parte della critica, che elogiò in modo particolare la grande interpretazione di Louis Gossett Jr. Il critico Roger Ebert gli assegnò quattro stelle su quattro.

## Riconoscimenti
- 1983 - Premio Oscar
  - Miglior attore non protagonista a Louis Gossett Jr.
  - Miglior canzone (Up Where We Belong) a Jack Nitzsche, Buffy Sainte-Marie e Will Jennings
  - Candidatura Miglior attrice protagonista a Debra Winger
  - Candidatura Migliore sceneggiatura originale a Douglas Day Stewart
  - Candidatura Miglior montaggio a Peter Zinner
  - Candidatura Miglior colonna sonora a Jack Nitzsche
- 1983 - Golden Globe
  - Miglior attore non protagonista a Louis Gossett Jr.
  - Miglior canzone (Up Where Be Belong) a Jack Nitzsche, Buffy Sainte-Marie e Will Jennings
  - Candidatura Miglior film drammatico
  - Candidatura Miglior attore in un film drammatico a Richard Gere
  - Candidatura Miglior attrice in un film drammatico a Debra Winger
  - Candidatura Miglior attore non protagonista a David Keith
  - Candidatura Miglior attore debuttante a David Keith
  - Candidatura Migliore attrice debuttante a Lisa Blount
- 1984 - Premio BAFTA
  - Miglior canzone (Up Where Be Belong) a Jack Nitzsche, Buffy Sainte-Marie e Will Jennings
  - Candidatura Miglior colonna sonora a Jack Nitzsche